# 片野達郎
片野 達郎（かたの たつろう、1927年6月23日 - 2015年5月11日）は、日本の国文学者。学位は、文学博士（東北大学・1976年）（学位論文「平安・鎌倉時代における文芸と絵画の相関性の研究」）。東北大学名誉教授。

## 経歴
神奈川県鎌倉市小町出身。東北大学国文科卒、同大学院博士課程中退、東北大学教養部助教授、教授、1976年「平安・鎌倉時代における文芸と絵画の相関性の研究」で東北大学より文学博士の学位を取得。91年定年退官、名誉教授、いわき明星大学教授、2001年退職。中世和歌が専門。長男は片野道郎。

## 著書
- 『日本文芸と絵画の相関性の研究』笠間叢書 1975
- 『斎藤茂吉のヴァン・ゴッホ 歌人と西洋絵画との邂逅』講談社　1986
- 『日本文芸論藪』新典社研究叢書　1991

## 共編著
- 『校本洞院摂政家百首とその研究』安井久善共著　桜楓社　1967
- 『中世の文化 綜合研究』編　角川書店　1988
- 『正統と異端 天皇0・天・神』編　角川書店　1991
- 『日本文芸思潮論』編　桜楓社　1991
- 『歌ことばの辞典』佐藤武義共編著　新潮選書　1997

## 校訂など
- 凡河内躬恒『書陵部蔵躬恒集』峯岸義秋,渋谷孝共校訂　文理図書出版社　1961
- 藤原顕輔選『詞花和歌集』井上宗雄共校注　笠間叢書 1970
- 『新日本古典文学大系 10　千載和歌集』松野陽一共校注　岩波書店　1993

## 論文
- Cinii